# Gertsa
Gertsa (en ucraniano: Герца, romanizado: Hertsa) es una ciudad ucraniana perteneciente al óblast de Chernivtsí. Situada en el oeste del país, es parte del raión de Chernivtsí y centro del municipio (hromada) homónimo.

## Toponimia
En todos los idiomas de importancia local, la ciudad se conoce con el nombre de Gertsa (en rumano: Herța; en ruso: Герца; en alemán: Herza).

## Geografía
Gertsa está a orillas del río Prut, cerca de la frontera con Rumania, 28 km al sureste de Chernivtsí y 21 km al norte de Dorohoi. La ciudad pertenece a la región histórica de tierras de Gertsa.

## Historia
Gertsa fue mencionada por escrito por primera vez en 1437 e históricamente perteneció al principado de Moldavia. Gracias a las relaciones comerciales, la ciudad se convirtió en una ciudad comercial desde 1672 gracias al voivoda Jorge Ducas. En 1775-1777, la ciudad fue ocupada por el Imperio austriaco, pero luego volvió al Imperio otomano y quedó administrativamente subordinada al distrito de Dorohoi. 
En 1859, Moldavia se unió a Valaquia para formar el principado de Rumania. En 1864 Gertsa fue reconocida como ciudad y después de la guerra de Independencia rumana, se convirtió en parte del reino de Rumania. 
En 1908, Gertsa era la ciudad con mayor población judía de Rumania con un 66,2% (1938 judíos de 2.935 residentes). Después del final de la Primera Guerra Mundial, la ciudad siguió siendo parte de Rumania.
En junio de 1940, Gertsa fue ocupada por el Ejército Rojo, junto con el norte de Bucovina y Besarabia, tras el pacto Ribbentrop-Mólotov. La Unión Soviética no reclamó las tierras de Gertsa pero, al estar en la frontera de estas dos regiones, el grosor de la línea roja que marcaba la nueva frontera cubría por error Gertsa en el mapa del Estado Mayor soviético. La guarnición rumana local no se lo esperaba y se defendió, siendo aniquilada. La Unión Soviética lo adjuntó a la RSS de Ucrania. Durante la Segunda Guerra Mundial, la ciudad volvió a ser rumana en junio de 1941 y la minoría judía, acusada por el régimen rumano que se había vuelto fascista de haber apoyado a las autoridades ocupantes soviéticas, fue deportada a la gobernación de Transnistria, de donde la mayoría no volvían.
Después de la reocupación de la ciudad por los soviéticos, Gertsa fue reconstruida pero la población nunca alcanzó el nivel del período de entreguerras. En 1940-1962 Gertsa fue un centro de raión; pero desde 1962 hasta diciembre de 1991, Gertsa fue parte del raión de Jliboka.  
Hasta el 18 de julio de 2020, Gertsa sirvió como centro administrativo del raión de Gertsa. El raión fue abolido en julio de 2020 como parte de la reforma administrativa de Ucrania, que redujo el número de raiones del óblast de Chernivtsí a tres. El raión de Gertsa se fusionó con el raión de Chernivtsí.

## Demografía
La evolución de la población de Gertsa entre 1930 y 2022 fue la siguiente:
| 8368                                                          | 1407 | 2094 | 2149 | 2360 | 2068 | 2130 | 2112 | 2118 | 2097 |
| (Fuente: Cities & Towns of Ukraine y UKRAINE: Größere Städte) |      |      |      |      |      |      |      |      |      |

Según el censo de 2001, la lengua materna de la mayoría de los habitantes, el 70,79%, es el rumano; el 17,98%, el ucraniano; del 10,89%, el ruso.

## Galería

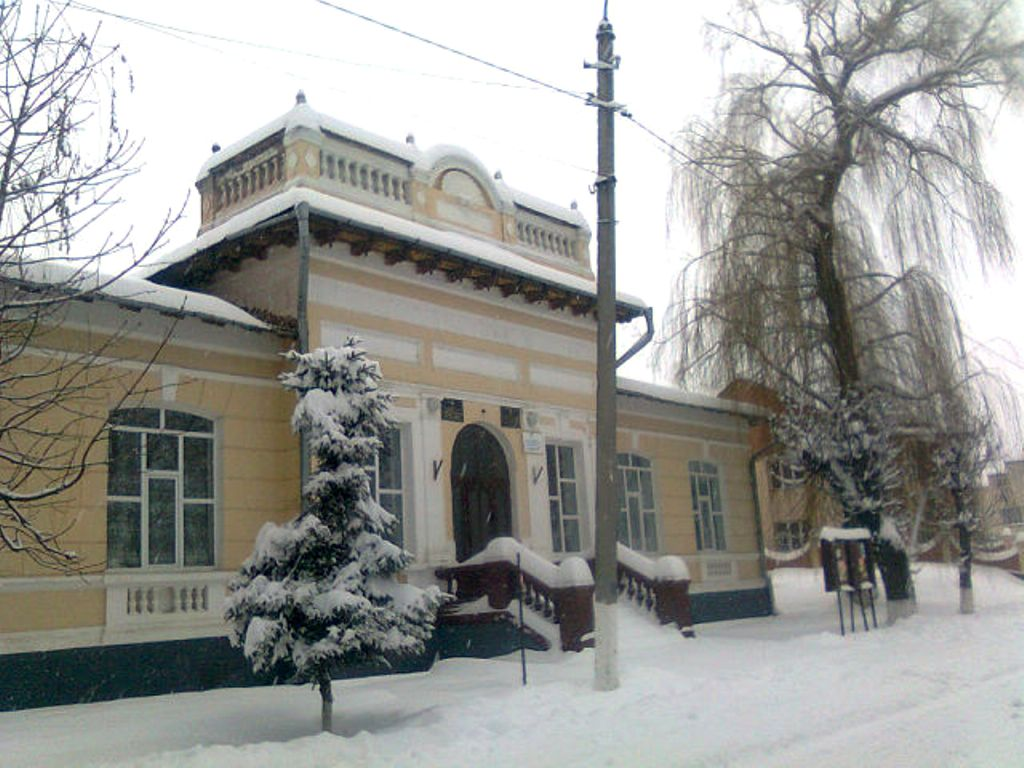
Palacio de Cultura, anteriormente una sinagoga
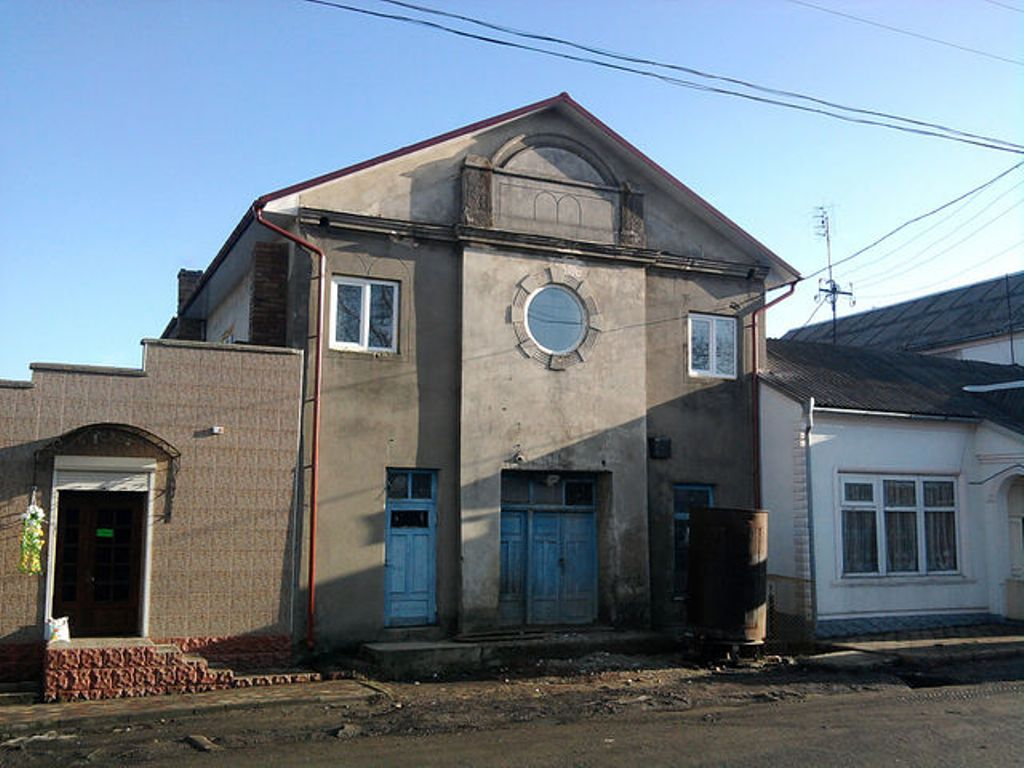
Antigua sinagoga